# 무세르땃쥐쥐
무세르땃쥐쥐(Pseudohydromys musseri)는 쥐과에 속하는 설치류의 일종이다. 파푸아뉴기니에서만 발견된다. 자연 서식지는 아열대 또는 열대 기후 지역의 습윤 저산대 숲이다.